# VW-Gesetz
Das Gesetz über die Überführung der Anteilsrechte an der Volkswagenwerk Gesellschaft mit beschränkter Haftung in private Hand (VWGmbHÜG) – umgangssprachlich als VW-Gesetz bezeichnet – trat am 28. Juli 1960 in Kraft, als die Volkswagenwerk GmbH privatisiert und in eine Aktiengesellschaft umgewandelt wurde.
Es besagte unter anderem, dass kein Aktionär mehr als 20 Prozent der Stimmrechte ausüben kann, auch wenn er mehr Anteile besitzt; diese Regelung ist mittlerweile abgeschafft worden. Darüber hinaus statuiert es die Erforderlichkeit einer 4/5 Mehrheit für Satzungsänderungen und Entscheidungen über Werksstandorte. Diese Regelung räumt dem Land Niedersachsen mit seinem Anteil von 20,2 Prozent effektiv eine Sperrminorität, also ein Vetorecht in allen wichtigen Entscheidungen, ein. Ein Großteil des Kapitalvermögens wurde der VolkswagenStiftung zugeführt.

## Inhalt
Das Gesetz bestand ursprünglich aus 14 Paragrafen, von denen die Mehrzahl mittlerweile aufgehoben oder bedeutungslos geworden sind. § 1 bestimmte, dass die Volkswagen GmbH mit Inkrafttreten des Gesetzes unverzüglich in eine Aktiengesellschaft umzuwandeln war. § 2 enthielt Regelungen zum Stimmrecht und zu Stimmrechtsbeschränkungen. Diese Vorschrift ist heute nicht mehr in Kraft. § 3 regelt die Vertretung bei der Ausübung von Stimmrechten. Die §§ 5–12 betrafen Einzelheiten zum Kauf und Verkauf der durch die Umwandlung in eine Aktiengesellschaft neu entstandenen Aktien. Auch diese Vorschriften sind heute nicht mehr in Kraft.

### Vier-Fünftel-Mehrheit für Hauptversammlungsbeschlüsse
§ 4 Abs. 3 des VW-Gesetzes bestimmt, dass

„Beschlüsse der Hauptversammlung, für die nach dem Aktiengesetz eine Mehrheit erforderlich ist, die mindestens drei Viertel des bei der Beschlußfassung vertretenen Grundkapitals umfaßt, […] einer Mehrheit von mehr als vier Fünftel des bei der Beschlußfassung vertretenen Grundkapitals der Gesellschaft [bedürfen].“

Diese Sonderregelung hat zur Folge, dass bei der Volkswagen AG wichtige Beschlüsse, beispielsweise Satzungsänderungen und Kapitalerhöhungen, nur mit einer mehr als 80-prozentigen Mehrheit der Stimmen getroffen werden können. Bei anderen Aktiengesellschaften genügt eine 75-prozentige Mehrheit. Da das Land Niedersachsen mehr als 20 Prozent der VW-Anteile hält, sind derartige Beschlüsse nicht ohne Zustimmung des Landes möglich. Das Land Niedersachsen hat daher eine Sperrminorität. Falls § 4 Abs. 3 des Gesetzes aufgehoben werden sollte, so würde diese Sperrminorität entfallen.

### Zwei-Drittel-Mehrheit bei Produktionsstättenentscheidungen
Gemäß § 4 Abs. 2 bedürfen die Errichtung und die Verlegung von Produktionsstätten der Zustimmung des Aufsichtsrats. Der Beschluss bedarf der Mehrheit von zwei Drittel der Mitglieder des Aufsichtsrats. Durch diese Sonderregelung hat bei VW der Aufsichtsrat ein Mitspracherecht, wenn der Vorstand über das Schicksal der VW-Produktionsstätten entscheidet. Der Aufsichtsrat muss zudem mit einer Zwei-Drittel-Mehrheit zustimmen, was im Ergebnis bedeutet, dass die Arbeitnehmervertreter im Aufsichtsrat, die die Hälfte der Mitglieder stellen, die Errichtung und die Verlegung von Produktionsstätten verhindern können.

## Geschichte
Der Grund für dieses Gesetz liegt in der NS-Vergangenheit des VW-Unternehmens. Kurz vor dem Zweiten Weltkrieg war das VW-Werk von der „Deutschen Arbeitsfront“ (DAF), der mitgliederstärksten und finanzkräftigsten Gliederung der NSDAP, errichtet worden. Den Aufbau der 1938/39 östlich von Fallersleben errichteten Fabrik finanzierte die DAF teilweise mit dem Vermögen der 1933 zerschlagenen Gewerkschaften. Dies und der Einsatz von Zwangsarbeitern bildete eine finanzielle Grundlage des Konzerns.
Die Privatisierung war Resultat eines Streits zwischen der damals CDU-geführten Bundesregierung und dem damals SPD-regierten Land Niedersachsen. Die British High Commission hatte die Gesellschaft im Namen und auf Weisung der Bundesrepublik Deutschland dem Land Niedersachsen übergeben. Damit war unklar, ob Niedersachsen lediglich der Treuhänder der Gesellschaft oder Vermögenseigner geworden war. Der Streit wurde durch einen Vergleich, der als Staatsvertrag geschlossen wurde, beigelegt. Aufgrund des Staatsvertrages kam es zur Verabschiedung des VW-Gesetzes. Das Gesetz wandelte die Volkswagenwerk Gesellschaft mit beschränkter Haftung in eine Aktiengesellschaft um.
Erst mit dem VW-Gesetz wurde eine Einigung mit Bund, Land, Gewerkschaften und Erwerbern der Kaufoptionsscheine erzielt.
Die Privatisierung wurde vom Bundesverfassungsgericht (BVerfGE 12, 354; Az.: 1 BvR 561/60, 579/60, 114/61) im Rahmen von Verfassungsbeschwerden überprüft und für ordnungsgemäß erachtet. Die Verfassungsbeschwerden waren unbegründet.
Eine weitere Verfassungsbeschwerde (Az.: 1 BvR 764/70) gegen die Aufhebung der Privilegierung von Bund und Land Niedersachsen nach § 2 Abs. 4 VW-Gesetz a.F. durch das Zweite Gesetz zur Änderung des Gesetzes zur Überführung der Anteilsrechte an der Volkswagenwerk Gesellschaft mit beschränkter Haftung vom 31. Juli 1970 (BGBl. I S. 1149) wurde zwar als „nicht unzulässig“ erklärt, jedoch nicht nach § 93a Abs. 4 BVerfGG zur Entscheidung angenommen.

## Konflikt mit der EU-Kommission

### 1. Klage am EuGH
Die EU-Kommission forderte Deutschland Ende März 2004 ultimativ zur Änderung des VW-Gesetzes bis Ende Mai 2004 auf. Der zuständige Kommissar Frits Bolkestein sah in dem VW-Gesetz, das eine „feindliche Übernahme“ des Wolfsburger Autokonzerns verhindern soll, einen Verstoß gegen den freien Kapitalverkehr (Art. 56 Abs. 1 EGV) in der Europäischen Union. Möglicherweise sei auch die Niederlassungsfreiheit nach Art. 43 Abs. 2 EGV verletzt.
Die EU-Kommission beschloss am 13. Oktober 2004, gemäß Art. 226 Abs. 2 EGV den Europäischen Gerichtshof  (EuGH) anzurufen. Die Klage vor dem EuGH ging am 18. März 2005 ein (Az.: C-112/05).
Mit Urteil vom 2. Juni 2005 erklärte der EuGH eine italienische Regelung für unvereinbar mit Art. 56 Abs. 1 EGV, in der Stimmrechte von Anteilseignern mit Anteilen von über zwei Prozent an Elektrizitäts- und Gasunternehmen automatisch ausgesetzt werden (C-174/04).
Erwartet wurde somit allgemein auch von dem Urteil in der Causa VW, dass die Sonderregelungen des VW-Gesetzes (z. B. die sogenannte „Goldene Aktie“) in der EU keinen Bestand haben würden und damit der Weg frei würde für eine Erhöhung der Unternehmensanteile der Porsche-Gruppe und für die industrielle Führerschaft im VW-Audi-Konzern seitens der Porsche AG. Eine Vorentscheidung in diese Richtung fiel in den Schlussanträgen von Generalanwalt Colomer vom 13. Februar 2007: Er bewertete die streitigen Vorschriften des VW-Gesetzes (Stimmrechtsbeschränkung, Entsenderecht und Verringerung der Sperrminorität) als unzulässigen Eingriff in die Kapitalverkehrsfreiheit und schlug dem Gericht vor, die Bundesrepublik entsprechend den Anträgen der EU-Kommission zu verurteilen. Der EuGH teilte diese Ansicht im Hinblick auf die Kapitalverkehrsfreiheit (Art. 56 EG) und erklärte das Gesetz mit Urteil vom 23. Oktober 2007 für EG-rechtswidrig. Insbesondere der Arbeitnehmerschutz rechtfertige keinen Eingriff in Art. 56 EG. Die Bundesrepublik ist verpflichtet, das Gesetz zu ändern oder abzuschaffen.
Am 27. Mai 2008 legte die Bundesregierung einen Regierungsentwurf für ein neues VW-Gesetz vor. Dieser nahm allerdings nur eingeschränkte Änderungen vor. Während das Entsenderecht in den Aufsichtsrat und die Stimmrechtsbeschränkung entfallen sollten, wollte die Bundesregierung am 80-Prozent-Mehrheitserfordernis für wichtige Unternehmensentscheidungen festhalten, und blieb damit im Rahmen von §179 Abs. 2 des deutschen Aktiengesetzes, wonach eine Aktiengesellschaft eine andere Mehrheit als drei Viertel für Satzungsänderungen u. ä. festlegen kann. Darüber hinaus sollte auch eine Regelung, nach der jede Entscheidung über den Produktionsstandort einer Zweidrittelmehrheit im Aufsichtsrat bedarf, erhalten bleiben. Der neue Gesetzesentwurf wurde bereits deutlich kritisiert und als ebenfalls unvereinbar mit der Kapitalverkehrsfreiheit eingestuft. Die Europäische Kommission hatte bereits ein erneutes Vertragsverletzungsverfahren gegen Deutschland eingeleitet. Am 9. September 2008 wurde bekannt, dass das VW-Gesetz erneut vor dem höchsten EU-Gericht verhandelt werde. 
Trotz der massiven Kritik von der EU und Großaktionär Porsche hatte der Deutsche Bundestag am 13. November 2008 den Neuentwurf des Gesetzes mit der Beibehaltung der Sperrminorität von 20 Prozent verabschiedet. Auch der Bundesrat hatte dem Gesetz zwischenzeitlich zugestimmt. Unmittelbar nach der Entscheidung des Bundestages hatte die EU-Kommission schnelle Schritte gegen die Bundesrepublik angekündigt, die zu einer erneuten Klage vor dem Europäischen Gerichtshof führen könnten. Die neue Fassung wurde am 8. Dezember 2008 beschlossen.

### 2. Klage vor dem EuGH
Am 27. November 2008 setzte die EU-Kommission der Bundesregierung eine letzte Frist zur Änderung des VW-Gesetzes. Nach Verstreichen der gesetzten Zweimonatsfrist, das Gesetz im Sinne der Kommission zu ändern, wurde erneut Klage vor dem Europäischen Gerichtshof (EuGH) erhoben. Die EU-Kommission stieß sich am Vetorecht des Landes Niedersachsen bei wichtigen satzungsändernden Maßnahmen und Strukturentscheidungen (20%ige Sperrminorität des Landes Niedersachsen). Üblich ist ein derartiges Vetorecht erst bei einem Stimmrechtsanteil von 25 %. Am 21. Februar 2012 leitete die Kommission ein neues Vertragsverletzungsverfahren vor dem EuGH gegen Deutschland ein (Rs. C-95/12). Darüber hat der Europäische Gerichtshof (EuGH) am 12. März 2013 in Luxemburg verhandelt. Der Generalanwalt hatte sich im Mai 2013 dafür ausgesprochen, die Klage der EU-Kommission abzuweisen. Nach Ansicht des Generalanwalts hatte die Bundesregierung ein früheres Urteil bereits vollständig umgesetzt. Am 22. Oktober 2013 wies der europäische Gerichtshof die Klage mit der Begründung ab, dass das VW-Gesetz nach den bereits umgesetzten Änderungen nicht gegen geltendes EU-Recht verstoße. Der EuGH urteilte dabei nicht inhaltlich über die Frage, ob die Sperrminorität Niedersachsens für sich genommen gegen EU-Recht verstößt, sondern nur darüber, ob Deutschland den geforderten Änderungen nachgekommen ist. Für den Fall des Obsiegens hatte die Kommission ein Bußgeld i. H. von 31.000 EUR pro Tag, seit dem Tag der Urteilsfällung im Jahr 2007, beantragt. Das hätte Strafgeldzahlungen in Höhe ca. 63–68 Mio. Euro bedeutet. 
Die Kommission hat verlautbaren lassen, dass sie nach dem EuGH-Urteil die Sache nunmehr auf sich beruhen lasse.